# 29984 Zefferer
29984 Zefferer este un asteroid din centura principală de asteroizi.

## Descriere
29984 Zefferer este un asteroid din centura principală de asteroizi. A fost descoperit pe 4 noiembrie 1999 la Socorro, New Mexico, în cadrul proiectului LINEAR. Asteroidul prezintă o orbită caracterizată de o semiaxă mare de 2,63 ua, o excentricitate de 0,06 și o înclinație de 2,4° în raport cu ecliptica.